# Allium occultum
Allium occultum — вид рослин з родини амарилісових (Amaryllidaceae); ендемік Греції.

## Опис
Цибулинна багаторічна трав'яниста рослина. Цибулина від яйцюватої до вузько-яйцюватої, 7–12 × 5–8 мм; зовнішні оболонки від жовтувато-коричневих до коричневих, внутрішні — від білуватих до пурпурових; цибулинки прикріплені до основної цибулини. Стеблина заввишки 10–20 см, гола, прямовисна, 0.8–1.2 мм у діаметрі, вкрита листовими піхвами на 1/3–2/3 довжини. Листків 2–4, півциліндричні, ребристі, 6–11 см × 0.5–1 мм. Суцвіття ≈ півсферичне, ± компактне, 5–12-квіткове; квітконіжки завдовжки 3–7 мм у цвітінні й до 18 мм у плодоношенні. Оцвітина дзвінчаста; її листочки ≈ рівні, вузько-еліптичні, 4.5–5 × 1.6–2.2 мм, округлі, від рівномірно пурпурувато-рожевих до рожево-білих з темнішими від пурпурувато-коричневої до пурпурової серединною жилкою. Тичинкові нитки від білих до пурпурових; пиляки вершкові. Коробочка від широко-зворотно-яйцюватої до ≈ кулястої, 3.5–4 × 3.5–4 мм. 2n=32.
Період цвітіння: липень.

## Поширення
Ендемік Греції. Зростає на острові Скірос, Західно-Егейські Острови на висотах 520–650 м. н.р.м. Росте на скелястих вапняних схилах; ґрунт тонкий і бідний, піддається сильному північному вітру, особливо влітку.

## Етимологія
Видовий епітет occultum — «прихований» вказує на те, що цей вид зазвичай росте під захистом колючих низьких чагарників захищено від травоїдних тварин.